# Xenoblade Chronicles 3
Xenoblade Chronicles 3 (ゼノブレイド3?, Zenobureido Suri) è un J-RPG d'azione sviluppato da Monolith Soft e pubblicato nel 2022 da Nintendo per Nintendo Switch. È il seguito di Xenoblade Chronicles e Xenoblade Chronicles 2.
All'annuncio, il director Tetsuya Takahashi ha affermato che "Xenoblade Chronicles 3 è un'avventura completamente nuova che unisce i mondi di Xenoblade Chronicles e Xenoblade Chronicles 2, accompagnando i giocatori nel futuro".

## Trama
Le vicende di Xenoblade Chronicles 3 si svolgono nel mondo di Aionios, abitato da due nazioni ostili: il Keves e l'Agnus.
La vita nel mondo di Aionios non è come la conosciamo nel nostro mondo; tutti gli esseri umani, nessuno escluso, vengono difatti creati in laboratorio, nascendo già nel pieno dell'adolescenza. Hanno una durata della vita di massimo 10 anni; durante questo lasso di tempo vengono addestrati esclusivamente a combattere, per poi scendere sul campo di battaglia contro la nazione rivale.
Coloro che riescono a completare il loro ciclo di 10 anni, senza dunque morire sul campo di battaglia, assisteranno alla cosiddetta "cerimonia del Ritorno" al cospetto della loro Regina, dove il loro corpo verrà dissolto ricongiungendosi al grande flusso dell'Etere. Coloro che invece non riescono a sopravvivere sono destinati ad alimentare la Cronofiamma della nazione avversaria, che sta ad indicare il quantitativo di energia ad essa rimanente; il loro dolore riecheggia nei flauti dei Tramandanti, persone incaricate di piangere e far riposare in pace i caduti intonando una triste e malinconica melodia.

## Sviluppo
Secondo Tetsuya Takahashi, la key visual principale del gioco raffigurante la spada di Mechanis di Xenoblade Chronicles  e il Titano di Uraya distrutto di Xenoblade Chronicles 2 fu ideata per la prima volta nel periodo che va dal 2014 al 2015, ossia tra la fine dello sviluppo di Xenoblade Chronicles X e l'inizio dello sviluppo di Xenoblade Chronicles 2.
Il progetto viene presentato a Nintendo da Takahashi nel maggio 2018. Lo sviluppo effettivo inizia nell'agosto 2018, subito dopo la fine dei lavori su Xenoblade Chronicles 2: Torna - The Golden Country.
Il gioco viene infine annunciato durante un Nintendo Direct tenutosi il 9 febbraio 2022. Inizialmente previsto per il mese di settembre, viene successivamente anticipato alla data del 29 luglio.

## Modalità di gioco
Il gameplay del gioco si presenta come un'evoluzione di quanto visto in Xenoblade Chronicles e Xenoblade Chronicles 2; anche qui, infatti, il giocatore verrà immerso in un mondo gigantesco completamente esplorabile, e il sistema di combattimento è sempre basato sugli auto-attacchi, che man mano che vanno avanti vari sbloccano Tecniche più potenti utilizzabili a piacimento. Nonostante ciò, sono state introdotte tantissime migliorie e novità.
La prima novità che salta all'occhio è che è possibile utilizzare tutti e 6 i membri del party contemporaneamente, e che è possibile anche cambiare personaggio anche durante un combattimento. A un certo punto del gioco verrà inoltre sbloccata la meccanica dell'Uroboros, che consiste nel fondere assieme due personaggi (prestabiliti, non si possono dunque fondere assieme due personaggi a nostra scelta) per un limite di tempo massimo di 30-40 secondi.
Altra novità è la presenza delle Classi, che caratterizzano i personaggi. Esistono moltissime Classi nel gioco, ognuna con caratteristiche differenti (ma sempre classificabili all'interno delle classiche categorie come attaccante, guaritore e difensore). È possibile inoltre cambiare anche la Classe di un personaggio, il che garantisce un buon livello di varietà. È possibile ottenere nuove Classi anche tramite le cosiddette "missioni Eroe", dove si potranno reclutare nuovi personaggi che fungono da effettivo settimo membro del party (non controllabile).

## Colonna sonora
La colonna sonora è costituita da 142 brani suddivisi in 9 dischi, ed è stata composta da Yasunori Mitsuda (già compositore di Chrono Trigger, Xenogears e Xenosaga Episode I: Der Wille zur Macht, nonché di Xenoblade Chronicles 2), Mariam Abounnasr, Manami Kiyota, Kenji Hiramatsu e dal gruppo ACE.
Disco 1
1. Off-Seer
2. Battlefield - The Scramble for Life
3. Tactical Action (Dynamic)
4. Tactical Action
5. The Exhausted Victorious, the Speechless Defeated
6. Young Warriors
7. Lost Days of Warmth
8. Shining Aspiration - Inherited Melody
9. Yzana Plains
10. Yzana Plains/Night
11. Keves Battle
12. Soldiers' Paean
13. Indescribable Unease
14. Iris Network

Disco 2
1. Alfeto Valley
2. Alfeto Valley/Night
3. Nearing the Enemy
4. Impending Crisis
5. Immediate Threat
6. The Two Off-Seers
7. Suffocating Reverberation
8. Ouroboros Awakening
9. Moebius Battle
10. Against the World
11. A Life Woven Together
12. A Life Sent On
13. Quiet Intrigue
14. Hostile Colony (Dynamic)
15. Hostile Colony
16. Everyday Life
17. The Bereaved and Those Left Behind
18. Off-Seer - Noah

Disco 3
1. Millick Meadows
2. Millick Meadows/Night
3. A Formidable Enemy
4. Eagus Wilderness
5. Eagus Wilderness/Night
6. Suspicion
7. Sun-Dappled Glade
8. Moebius
9. Those Who Devour Life
10. Remorse
11. Keves Colony
12. Keves Colony/Night
13. Encroaching Malice
14. Ribbi Flats
15. Ribbi Flats/Night
16. You Will Know Our Names - Finale

Disco 4
1. Dannagh Desert
2. Dannagh Desert/Night
3. Rae-Bel Tableland
4. Rae-Bel Tableland/Night
5. Urayan Tunnels
6. Ferronis
7. Confronting our Past
8. Chain Attack
9. Off-Seer - Mio
10. Great Cotte Falls
11. Great Cotte Falls/Night
12. Mysterious Land
13. Maktha Wildwood
14. Maktha Wildwood/Night
15. Light of the Moon - Hope

Disco 5
1. Agnus Colony
2. Agnus Colony/Night
3. Agnus Battle
4. A Life Become Distant
5. In the Morning Mist
6. Life's Fading Flame - Holding These Thoughts
7. Carrying the Weight of Life
8. Rest Spot
9. Syra Hovering Reefs
10. Syra Hovering Reefs/Night
11. Keves Castle
12. Keves Castle (Battle)
13. The False Queens
14. Great Sword's Base
15. Great Sword's Base/Night

Disco 6
1. City
2. City/Night
3. Sailing the Seas
4. Erythia Sea
5. Erythia Sea/Night
6. Battle on the Sea
7. Malevolent Hollow
8. Li Garte Prison Camp
9. Moebius Battle/M
10. That To Which The Defeated Cling
11. A Step Away
12. A Life Overflowing
13. Homecoming
14. Words That Never Reached You

Disco 7
1. Agnus Castle
2. Agnus Castle/Night
3. Captocorn Peak
4. Captocorn Peak/Night
5. Off-Seer - Miyabi
6. Feelings Risen to the Sky
7. Cloudkeep
8. Converging Emotions
9. Saffronia Village
10. Off-Seer - Crys
11. Feelings Upon This Melody
12. Fort O'Virbus
13. Fort O'Virbus/Night
14. Elaice Highway
15. Elaice Highway/Night
16. The Great Sea Stirs
17. Ultimate Enemy
18. Brilliant Wings
19. Kaleidoscopic Core

Disco 8
1. Origin Ascending
2. Origin
3. Origin Battle
4. Noah and N
5. Grand Theater of Life
6. Z - Harbinger of the End
7. The Two Queens of Aionios
8. Congregating Lives
9. Showdown with Z
10. How the Future Endures
11. Something's Beginning to Move
12. Where We Belong
13. Melia - Ancient Memories
14. Nia - Toward the Heavens
15. Hope for the Future
16. Noah and Mio - Our Melody

Disco 9
1. At Our Life's End
2. New Battle!!!
3. Cent-Omnia Region
4. Cent-Omnia Region/Night
5. Yesterdale - Colony 9
6. Yesterdale - Colony 9/Night
7. Black Mountains - Valak Mountain
8. Black Mountains - Valak Mountain/Night
9. Black Mountains - Prison Island
10. Black Mountains - Prison Island/Night
11. Redeem the Future
12. Redeem the Future - Finale
13. Two Worlds and Two Hearts
14. Future Awaits

## Accoglienza
| Testata        | Giudizio |
| -------------- | -------- |
| Everyeye.it    | 9.5/10   |
| Multiplayer.it | 9.2/10   |
| Tom's Hardware | 8.9/10   |
| GameTimers.it  | 10/10    |
| SpazioGames.it | 9.1/10   |
| Famitsu        | 36/40    |
| IGN            | 8/10     |

Il gioco è stato accolto in maniera molto positiva dalla critica, con tanti elogi rivolti alla sua narrativa, i suoi personaggi, il sistema di combattimento, il mondo di gioco e la colonna sonora. La maggior parte delle critiche si è concentrata sui limiti tecnici imposti dalla console.
Xenoblade Chronicles 3 ha inoltre ricevuto ben 3 nomination ai The Game Awards 2022, ovvero per "Best Role Playing Game", "Best Score and Music" e "Game of the Year", senza tuttavia vincere in nessuna di esse.

## Contenuti scaricabili
In occasione dello Xenoblade Chronicles 3 Direct del 22 giugno 2022 è stato rivelato che il gioco avrebbe avuto un Pass d'espansione, distribuito in quattro ondate disponibili nel corso dei mesi successivi.
Il primo volume, disponibile dal 29 luglio (data d'uscita del gioco), fornisce nuovi accessori, oggetti consumabili e capi d'abbigliamento.
Il secondo volume, disponibile dal 14 settembre, contiene una nuova Eroina di nome Ino, dei costumi da bagno e una nuova modalità di battaglia dove si possono affrontare dei nemici potenziati uno dopo l'altro.
Il terzo volume, disponibile dal 16 febbraio, contiene una nuova Eroina di nome Masha, nuovi capi d'abbigliamento e una nuova modalità rogue-like chiamata Tenzone del Sommo.
Il quarto e ultimo volume, disponibile dal 26 aprile, è il più corposo. Esso contiene Un futuro riconquistato, una nuova storia con un nuovo cast di personaggi ambientata molti anni prima di quella raccontata nel gioco base, e che funge da epilogo generale dell'intera serie.